# بيتن ونايت
بيتن ونايت (بالإنجليزية: Peyton Knight) هي عارضة أمريكية، ولدت في 24 يوليو 1998.